# Parhyalella congoensis
Parhyalella congoensis is een vlokreeftensoort uit de familie van de Dogielinotidae. De wetenschappelijke naam van de soort is voor het eerst geldig gepubliceerd in 1953 door Ruffo.